# Народний ансамбль танцю "Вірність"
Народний Ансамбль танцю «Вірність» — народний танцювальний колектив, який входить до складу колективів художньої самодіяльності Народного дому «Просвіта» Національного університету «Львівська політехніка».
Історія Народного ансамблю танцю «Вірність» почалась у далекому 1963 р. Із невеликого танцювального гуртка, який був заснований Галиною Ніколаєвською при студентському клубі Львівського технічного інституту. За 16 років існування, гурток розрісся до ансамблю. А в 1978 р. його керівником стає Микола Мілов, який разом з директором клубу Степаном Шалатою і дають колективу назву «Вірність».
Уже в 1983 р. за високу виконавчу майстерність та оригінальність програми, ансамблю «Вірність» присвоєно почесне звання «Народний самодіяльний хореографічний колектив».
З 1987 року і дотепер, керівниками ансамблю є Анатолій та Ліана Фолюш.
В 1988 році ансамбль «Вірність» розпочинає свою феєричну історію виступів за кордоном. Першою країною була Греція. А далі географію виступів та участі у різних фестивалях стають США, Канада, Угорщина, Польща, Югославія, Іспанія, Португалія, Словатчина, Німеччина. Литва, Латвія, Естонія, Фінляндія, Швеція, Росія, Киргистан та інші.
У травні 1992 р. Народний ансамбль танцю “Вірність” став переможцем I Всеукраїнського конкурсу ансамблів танцю та ансамблів пісні і танцю, який проходив в м. Рівне. Участь у конкурсі брали представники з усіх 25-ти областей України.
13 травня 2013 року «Вірність» відсвяткувала своє п’ятдесятиріччя на сцені Національного академічного драматичного театру імені М. Заньковецької". Глядачі були зачаровані розмаїттям хореографічних композицій у виконанні учасників ансамблю різних років та гостей свята.
Народний ансамбль танцю «Вірність» постійно працює над удосконаленням своєї виконавської майстерності, постановками нових хореографічних творів, проводить активну концертну діяльність. У програмі ансамблю понад 20 хореографічних номерів. Це переважно танці різних регіонів України. Серед них – «Вітальний», «Гопак», «Їхали козаки», поліський народний танець «Ой – Ра», «Карпатські візерунки», «Гуцулка», «Аркан», хореографічна композиція «Козацькому роду нема переводу» та інші.
Народний ансамбль танцю «Вірність» і донині несе високе народне мистецтво, естетику та духовну насолоду глядачеві, на відродження нашої національної культурної спадщини.
Двері «Вірності» завжди відкриті для молоді, яка хоче долучитися до високих вершин українського хореографічного мистецтва.